# Neodakaria islandica
Neodakaria islandica är en mossdjursart som beskrevs av Soule, Soule och Chaney 1995. Neodakaria islandica ingår i släktet Neodakaria och familjen Bitectiporidae. Inga underarter finns listade i Catalogue of Life.